# Tegan Moss
Pour les articles homonymes, voir Moss.
Tegan Moss est une actrice canadienne née le 7 février 1985 à Vancouver au Canada.

## Filmographie

### Au cinéma
- 1993 : Allô maman, c'est Noël de Tom Ropelewski : la fille avec un chiot
- 1994 : Trust in Me : Kimberley Gray
- 1994 : Rendez-moi mon enfant
- 1994 : Les Quatre Filles du docteur March de Gillian Armstrong : Minnie Kirk
- 1996 : Le Souffre-douleur de Steve Miner : une fille en classe
- 2000 : Le Coupable d'Anthony Waller : Faith
- 2007 : La Voix des morts : La Lumière de Patrick Lussier : Liz
- 2007 : Scar 3d de Jed Weintrob : Susie
- 2008 : The Eye de David Moreau et Xavier Palud : une adolescente
- 2008 : Christmas Cottage de Michael Campus : Nanette
- 2008 : Free Style de William Dear : Crystal
- 2009 : Wild Cherry de Dana Lustig : Hannah
- 2009 : Docteur Dolittle 5 d'Alex Zamm : Tiffany Monaco
- 2010 : Le Secret de Charlie ou Charlie St. Cloud de Burr Steers : Cindy
- 2011 : Lloyd the Conqueror de Michael Peterson : Cassandra

### À la télévision
- 2002 : L'Enfer à domicile de Tim Hunter : Emily Wilson
- 2006 : 8 jours pour mon fils de Norma Bailey : Becca Spring
- 2006 : L'Intuition d'une mère de Paul Schneider : Lori Janzen
- 2006 : A Girl Like Me : L'Histoire vraie de Gwen Araujo d'Agnieszka Holland : Lisa
- 2006 : L'Apprenti de Merlin (mini-série) : Yvonne
- 2007 : Mauvais Fils de Neill Fearnley : Christy McAdams
- 2008 : Tornades sur New York de Tibor Takács  : Lori Lawrence
- 2010 : Une lueur d'espoir de Robert Harmon : Vanessa adulte